# Joost Cornelisz. Droochsloot

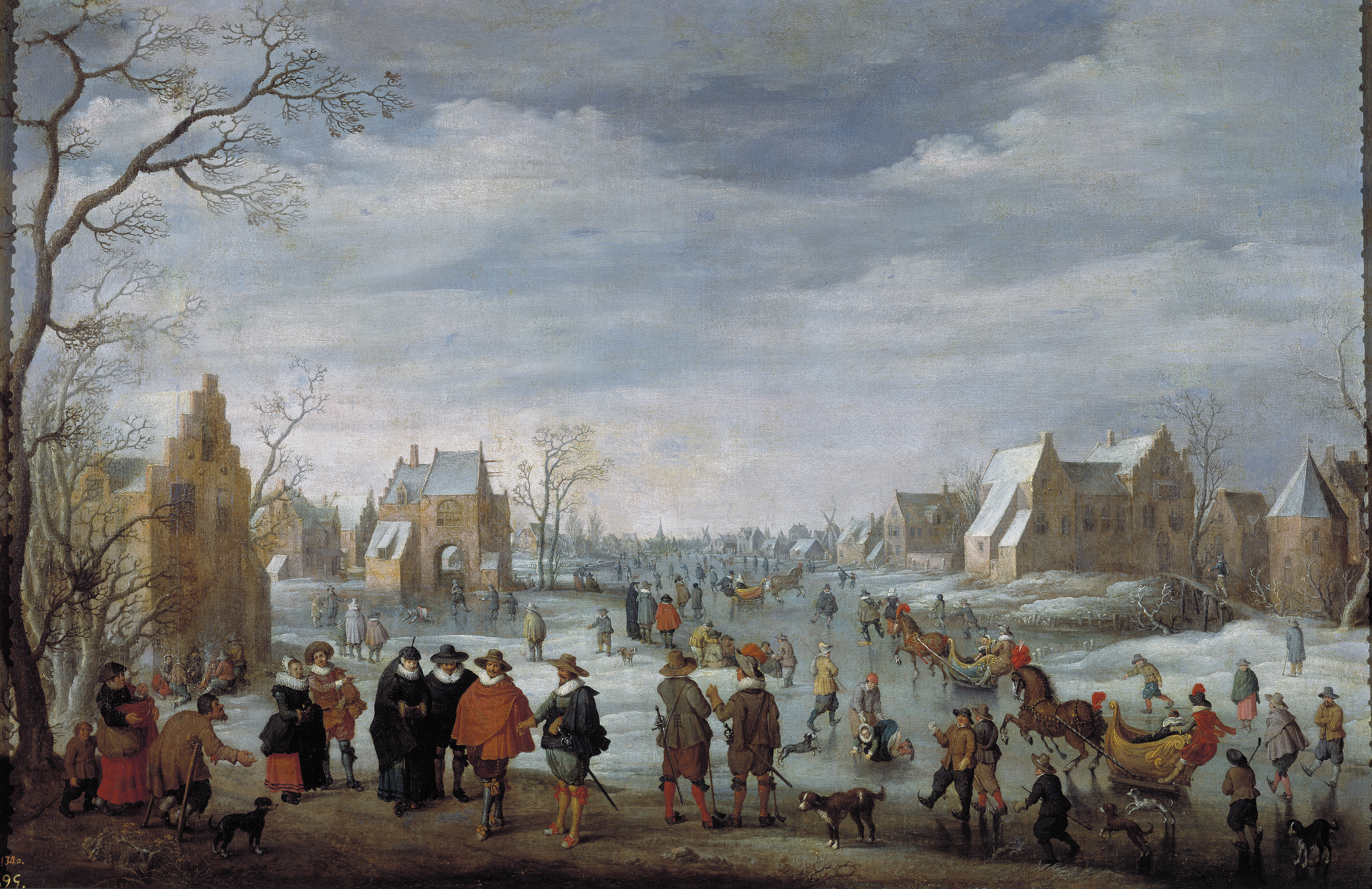
Paisaje invernal con patinadores, 1629, óleo sobre lienzo, 75 x 111 cm, Madrid, Museo del Prado.

Joost Cornelisz. Droochsloot o  Drooghsloot (1586-1666) fue un pintor del Siglo de oro neerlandés.

## Biografía
Nacido en Utrecht probablemente y hacia 1586, es posible que pasase algunos años en La Haya. La documentación arranca en 1616 cuando se inscribió como maestro en el gremio de San Lucas de Utrecht, del que en 1623, 1641 y 1642 fue elegido decano.  En 1618 contrajo matrimonio con Agnietgen de Barbary Velt con quien tuvo al menos un hijo, Cornelius Droochsloot, también pintor. Miembro respetado de su comunidad, en 1638 fue elegido regente del hospital Sint Jobs, diácono de la Iglesia reformada en 1642 y oficial de la schutterij o milicia urbana en 1650 y 1651. Además, de 1665 a 1666 fue pintor de la Universidad de Utrecht.
Pintor prolífico, las primeras obras conocidas, como el Buen samaritano del Centraal Museum de Utrecht, firmado y fechado en 1617, en la que es patente el conocimiento de la obra de Jan van Scorel del mismo asunto,  o Las siete obras de misericordia del mismo museo, fechada en 1618, son grandes composiciones historiadas de asunto religioso, género que nunca abandonará (parábolas del siervo inútil y del convidado a las bodas, 1635, Centraal Museum; nueva versión de las Siete leyes de misericordia, 1644, La Haya, Museum Bredius), pero lo que más se repite en su producción son los paisajes urbanos o localizados en pequeñas aldeas, con una amplia avenida dispuesta en diagonal y dirigida hacia la profundidad, sirviendo como marco para el desarrollo de escenas festivas y de mercado o, más ocasionalmente, con motivos de actualidad y batallas. En este orden se han señalado influencias de los maestros flamencos, tanto de Pieter Brueghel el Viejo como de Pieter Brueghel el Joven, y de su compatriota David Vinckboons, aunque el acabado de las obras de Droochsloot nunca alcanzará su maestría.